# Liga Nacional de Honduras 2024-2025
La Liga Nacional 2024-2025, nota anche come Liga Hondubet 2024-2025 per ragioni di sponsorizzazione, è stata la 59ª edizione della massima serie del campionato di calcio honduregno. Il campionato è iniziato il 26 luglio 2024 e si è concluso il 26 maggio 2025.
La stagione è divisa in due tornei separati, l'Apertura 2024 e il Clausura 2025, con lo stesso formato e le stesse squadre partecipanti, che decretano due campioni nazionali. 

## Stagione

### Novità
Dalla scorsa edizione del campionato è retrocesso il Vida, ultimo nella classifica aggregata, mentre dalla Liga de Ascenso è stato promosso il Juticalpa, primo classificato.

### Formula
Per ogni periodo (Apertura e Clausura), le 10 squadre partecipanti giocano un girone di andata e ritorno, per un totale di 18 giornate. Al termine della stagione regolare, le prime sei classificate si qualificano per gli spareggi, con le prime due che accedono direttamente alla semifinale e le squadre classificate dalla terza alla sesta posizione che giocano un primo turno ad eliminazione diretta per gli altri due posti in semifinale.
Le vincenti dei due periodi, insieme con la squadra non campione con il miglior punteggio totale, si qualificano per la CONCACAF Central American Cup 2025. L'ultima classificata della classifica aggregata viene invece retrocessa in Liga de Ascenso.

## Squadre partecipanti
| Club              | Città          | Stagione precedente                            |
| ----------------- | -------------- | ---------------------------------------------- |
| Olimpia           | Tegucigalpa    | Campione di Apertura e di Clausura             |
| Motagua           | Tegucigalpa    | Finale di Apertura; semifinali di Clausura     |
| Real España       | San Pedro Sula | 8° in Apertura; 1º turno di Clausura           |
| Marathón          | San Pedro Sula | Semifinali di Apertura; finale di Clausura     |
| Juticalpa         | Juticalpa      | 1° in Liga de Ascenso                          |
| Deportivo Génesis | Comayagua      | Semifinali di Apertura; semifinali di Clausura |
| Lobos UPNFM       | Tegucigalpa    | 10° in Apertura; 9° in Clausura                |
| Real Sociedad     | Tocoa          | 1º turno di Apertura; 7° in Clausura           |
| Victoria          | La Ceiba       | 9° in Apertura; 8° in Clausura                 |
| Olancho           | Juticalpa      | 1º turno di Apertura; 1º turno di Clausura     |

## Apertura

### Stagione regolare
|  | Pos. | Squadra           | Pt | G  | V  | N | P | GF | GS | DR  |
|  | ---- | ----------------- | -- | -- | -- | - | - | -- | -- | --- |
|  | 1.   | Olimpia           | 38 | 18 | 11 | 5 | 2 | 38 | 15 | +23 |
|  | 2.   | Motagua           | 34 | 18 | 10 | 4 | 4 | 37 | 21 | +16 |
|  | 3.   | Real España       | 29 | 18 | 8  | 5 | 5 | 20 | 14 | +6  |
|  | 4.   | Marathón          | 25 | 18 | 6  | 7 | 5 | 23 | 21 | +2  |
|  | 5.   | Olancho           | 24 | 18 | 6  | 6 | 6 | 26 | 20 | +6  |
|  | 6.   | Deportivo Génesis | 21 | 18 | 5  | 6 | 7 | 23 | 28 | -5  |
|  | 7.   | Lobos UPNFM       | 21 | 18 | 6  | 3 | 9 | 18 | 31 | -13 |
|  | 8.   | Victoria          | 20 | 18 | 5  | 5 | 8 | 30 | 32 | -2  |
|  | 9.   | Juticalpa         | 17 | 18 | 4  | 5 | 9 | 13 | 29 | -16 |
|  | 10.  | Real Sociedad     | 14 | 18 | 2  | 8 | 8 | 17 | 34 | -17 |

Legenda:
      Qualificata ai play-off.

### Play-off

#### Primo turno
| Squadra 1   | Totale | Squadra 2         | Andata | Ritorno |
| ----------- | ------ | ----------------- | ------ | ------- |
| Marathón    | 3 - 3  | Olancho           | 2 - 1  | 1 - 2   |
| Real España | 3 - 1  | Deportivo Génesis | 1 - 1  | 2 - 0   |

#### Semifinali
| Squadra 1 | Totale | Squadra 2   | Andata | Ritorno |
| --------- | ------ | ----------- | ------ | ------- |
| Olancho   | 1 - 4  | Olimpia     | 1 - 1  | 0 - 3   |
| Motagua   | 3 - 0  | Real España | 2 - 0  | 1 - 0   |

#### Finale
| Squadra 1 | Totale | Squadra 2 | Andata | Ritorno |
| --------- | ------ | --------- | ------ | ------- |
| Olimpia   | 1 - 2  | Motagua   | 1 - 1  | 0 - 1   |

## Clausura
|  | Pos. | Squadra           | Pt | G  | V  | N  | P  | GF | GS | DR  |
|  | ---- | ----------------- | -- | -- | -- | -- | -- | -- | -- | --- |
|  | 1.   | Olimpia           | 35 | 12 | 10 | 5  | 3  | 29 | 13 | +16 |
|  | 2.   | Real España       | 35 | 12 | 10 | 5  | 3  | 27 | 15 | +12 |
|  | 3.   | Motagua           | 30 | 12 | 8  | 6  | 4  | 33 | 18 | +15 |
|  | 4.   | Marathón          | 29 | 12 | 7  | 8  | 3  | 25 | 14 | +11 |
|  | 5.   | Victoria          | 24 | 12 | 5  | 9  | 4  | 20 | 20 | 0   |
|  | 6.   | Deportivo Génesis | 22 | 12 | 4  | 10 | 4  | 22 | 23 | -1  |
|  | 7.   | Olancho           | 21 | 12 | 5  | 6  | 7  | 20 | 24 | -4  |
|  | 8.   | Lobos UPNFM       | 16 | 12 | 3  | 7  | 8  | 18 | 31 | -13 |
|  | 9.   | Real Sociedad     | 12 | 12 | 1  | 9  | 8  | 11 | 26 | -15 |
|  | 10.  | Juticalpa         | 12 | 12 | 3  | 3  | 12 | 7  | 28 | -21 |

Legenda:
      Qualificata ai play-off.

### Play-off

#### Primo turno
| Squadra 1         | Totale | Squadra 2 | Andata | Ritorno |
| ----------------- | ------ | --------- | ------ | ------- |
| Deportivo Génesis | 2 - 9  | Motagua   | 1 - 4  | 1 - 5   |
| Victoria          | 0 - 0  | Marathón  | 0 - 0  | 0 - 0   |

#### Semifinali
| Squadra 1 | Totale | Squadra 2   | Andata | Ritorno |
| --------- | ------ | ----------- | ------ | ------- |
| Olimpia   | 4 - 1  | Victoria    | 2 - 0  | 2 - 1   |
| Motagua   | 1 - 2  | Real España | 1 - 0  | 0 - 2   |

#### Finale
| Squadra 1 | Totale | Squadra 2   | Andata | Ritorno |
| --------- | ------ | ----------- | ------ | ------- |
| Olimpia   | 6 - 2  | Real España | 2 - 1  | 4 - 1   |